# Ji Seong-ho
Ji Seong-ho (지성호?, Ji SeonghoLR, Chi SŏnghoMR; Hoeryong, 1982) è un attivista nordcoreano che vive in Corea del Sud, dove lavora per divulgare la situazione nordcoreana ed aiutare altri disertori scappati dalla Corea del Nord.

## Biografia
Ji è nato nel 1982 non lontano dal campo di concentramento di Hoeryŏng, ed è cresciuto durante la carestia che ha afflitto la Corea del Nord a metà degli anni novanta. Nel 1995, sua nonna è morta di inedia. Secondo un report, "la famiglia è sopravvissuta mangiando torsoli di mais macinati e radici di cavolo". Ji più tardi afferma che "non c'era carne né olio... Qualche volta mangiavamo alghe e addirittura erba di montagna... Nei periodi di raccolta, i ratti nei campi nascondevano i semi nelle loro tane, e noi andavamo a scavare per prenderli. Spesso i ratti ci attaccavano, e ne bastonavamo qualcuno a morte per fare un banchetto." Una volta ogni pochi giorni, Ji usciva e andava a rubare del carbone dai treni per barattarlo al mercato per del cibo.
Il 7 marzo 1996 Ji, allora adolescente, era su un treno per raccogliere del carbone con sua madre e sua sorella, quando svenne per la fame mentre saltava da una carrozza all'altra e cadde nel vuoto tra i due vagoni. Poco più tardi riprese coscienza e, vedendo il retro del treno che si allontanava lungo il binario, si rese conto che il mezzo doveva essergli passato sopra. Ji ricorda: "Un pezzo di carne molto sottile teneva la mia gamba al resto del corpo. Il sangue usciva a fiotti e dovevo assolutamente fermarne la fuoriuscita. Quando ho provato a toccare la mia gamba, mi resi conto che tre dita della mia mano sinistra erano state troncate via." Venne sottoposto a 4 ore e mezza di operazione senza anestesia. "I medici stavano pensando se avessero dovuto lasciarmi morire o se valesse la pena operarmi. Mia madre implorava e piangeva, e allora decisero di operarmi. [...] Sul tavolo operatorio potevo sentire tutto ciò che veniva fatto al mio corpo. Urlavo a pieni polmoni. [...] Sentivo la sega tagliare l'osso della mia gamba, e il bisturi attraversarmi le carni. Ogni volta che svenivo dal dolore il chirurgo mi schiaffeggiava in faccia per tenermi vigile. L'intero ospedale sentiva le mie urla. [...] La cosa più semplice da fare era tagliare via tutto. Non provarono a salvare le ultime due dita che mi rimanevano, semplicemente tagliarono via tutta la mano."
Suo padre era stato un membro devoto del Partito del Lavoro di Corea, ma l'incidente e le sue conseguenze cambiarono la sua visione. "Quando mio padre mi vide dopo l'incidente, capì finalmente che era più importante salvare la sua famiglia che il suo partito." Per dieci mesi "suo padre si prese cura di lui principalmente dandogli un po' più cibo di quello che era considerato normale, che prendeva diminuendo le razioni degli altri membri della famiglia". Talvolta Ji ha incolpato suo padre per il suo incidente, perché anche se suo padre era un membro del partito, Ji doveva rubare carbone per mangiare. Dopo l'incidente, suo padre "si sentiva colpevole" e "spesso chiese scusa". Alla fine Ji comprese "che non era colpa di mio padre, ma era del regime nordcoreano che non si prendeva cura della gente".
Ji rimase in convalescenza per circa 10 mesi senza alcuna riabilitazione adatta. A quanto si dice ha sofferto molte infezioni mentre veniva curato a casa. Suo padre lavorò di più per permettersi le medicine e gli antibiotici al mercato. In questo periodo Ji soffriva anche per l'isolamento dalla società e ha dichiarato che il suo unico desiderio era di camminare ancora. Durante il suo recupero, la sua famiglia comprò penicillina al mercato nero. Secondo il giornale The Australian, i pacchi di medicine "ancora riportano la dicitura UN che rivela come appartenessero a un carico di medicinali sottratto illecitamente."
Un giorno Ji attraversò il confine cinese in cerca di cibo; al suo ritorno venne arrestato e torturato, e gli vennero sottratte le stampelle. "La polizia mi ha picchiato duramente per una settimana, forse di più di altri fuggitivi. Mi dissero che poiché ero un disabile avevo recato onta alla Corea del Nord e che chiunque abbia una gamba sola debba rimanere in casa". Questo episodio gli fece perdere definitivamente la fiducia nel governo nordcoreano ed è stato il motivo principale del suo desiderio di fuggire e riparare in un'altra nazione.

## La fuga
La madre e la sorella di Ji fuggirono dalla Corea del Nord nel 2004. Nel 2006, Ji e suo fratello scapparono verso nord attraversando il Tumen (Ji è quasi annegato nel tentativo) e raggiungendo la Cina. Raggiunta la riva, Ji insistette che suo fratello lo abbandonasse, per paura che a causa della sua disabilità lo rallentasse e finissero entrambi catturati. Con l'aiuto di gruppi religiosi e altri, Ji riuscì ad attraversare la Cina. Infine si è riunito al fratello in Corea del Sud. Ha lasciato il suo Paese "perché era in cerca di libertà. In parole più semplici, voleva essere trattato come un umano."
Il padre di Ji provò ad attraversare il fiume e raggiungere la Cina allo stesso modo, ma venne catturato e torturato fino alla morte.

### In Corea del Sud
Dopo essersi stabilito in Corea del Sud, Ji si è convertito al Cristianesimo e ha fondato l'organizzazione NAUH (Now, Action, Unity, Human Rights, lett. "Adesso, Azione, Unità, Diritti Umani") e ha iniziato diversi progetti per aiutare i nordcoreani che sono in patria e coloro che sono fuggiti al sud.